# Ryszard Kruk
Ryszard Kruk (ur. 5 stycznia 1948 w Nowej Rudzie, zm. 26 stycznia 2018) – polski siatkarz i trener siatkówki, m.in. reprezentacji Polski seniorów (1993), zdobywca Pucharu Polski z Chełmcem Wałbrzych (1993).

## Kariera sportowa
W młodości grał w siatkówkę w Odrze Wrocław (także na poziomie ekstraklasy w sezonach 1966/1967 i 1967/1968), Victorii Wałbrzych i Chełmcu Wałbrzych. Występował również w reprezentacji Polski juniorów (1966-1968). W 1973 ukończył studia trenerskie w Akademii Wychowania Fizycznego we Wrocławiu. Po studiach pracował jako instruktor siatkówki w Victorii Wałbrzych. Od 1974 był trenerem męskiej drużyny Chełmca Wałbrzych. Z wałbrzyskim klubem wielokrotnie zdobywał awans do ekstraklasy, ale w czterech pierwszych próbach jedynie na jeden sezon (kolejno 1974/1975 – 10 m., 1976/1977 – 10 m., 1982/1983 – 9 m., 1984/1985 – 9 m.). W piątej próbie w sezonie 1991/1992 jego drużyna zajęła 4 miejsce, a w sezonie 1992/1993 – 7 miejsce. W 1993 wywalczył największy sukces w historii klubu – Puchar Polski. Juniorów Chełmca poprowadził do trzech tytułów mistrza Polski (1989, 1990, 1992). W latach 1992–1993 był trenerem polskiej kadry narodowej juniorów. W 1993 został trenerem polskiej kadry narodowej seniorów, prowadził reprezentację na Uniwersjadzie w Buffalo, zdobywając srebrny medal, a następnie mistrzostwach Europy w 1993 (7 miejsce), ale po przegranych eliminacjach do mistrzostw świata w Atenach (1994) przestał być trenerem tej drużyny z końcem 1993. W kolejnych latach prowadził m.in. Morze Szczecin (1994/1995 jako asystent Tadeusza Chojnackiego, następnie pierwszy trener, zwolniony przed końcem sezonu), II-ligowy Górnik Jaworzno (1996/1997), Kazimierz Płomień Sosnowiec (w ekstraklasie – 7 m. w sezonie 1997/1998, 1998/1999 – zwolniony przed końcem sezonu), Citroen Hochland Nysa (1999/2000 – 9 m., 2000/2001 – 7 m.), żeńską drużynę Polonii Świdnica (2003-styczeń 2006 – od III do I ligi), MKS Cuprum Lubin (2006/2007 – i awans do II ligi, a następnie 2008/2009 w II lidze).
Jego synem jest siatkarz Łukasz Kruk.

## Wyniki wyborcze
| Wybory | Komitet wyborczy | Komitet wyborczy              | Organ            | Okręg | Wynik       |
| ------ | ---------------- | ----------------------------- | ---------------- | ----- | ----------- |
| 1993   |                  | Polska Partia Przyjaciół Piwa | Sejm II kadencji | nr 48 | 344 (0,13%) |